# 朱紀章
朱紀章（1895年—1967年8月5日），字修亭。河南省鹿邑縣嶺子朱村人（現屬柘城）。民國37年（1948年）在河南省第三選區當選第一屆立法委員。

## 生平[1][2]
- 國立北京大學畢業
- 廬山訓練團第一期畢業
- 革命實踐研究院第二十三期畢業
- 大學副教授
- 河南省立第三中學、省立第二中學、省立開封女子中學校長
- 豫東教育專員
- 河南省第二區行政督察專員兼區保安司令
- 民國56年8月5日病故[3]